# VA-111 Shkval
El VA-111 Shkval (en ruso: Шквал) es un torpedo desarrollado por la Unión Soviética, su nombre significa turbonada en ruso. Diseñado por el Instituto Ucraniano de Hidromecánica, es el primero del mundo con un sistema de propulsión basado en la supercavitación, alcanzando velocidades que llegan a superar los 200 nudos (380 km/h).
Se incorporó al arsenal soviético en 1977 permitiendo a la armada de la URSS compensar la deficiencia en nivel de ruido que su flota submarina tenía respecto a la de los EE. UU., defecto que tuvo que esperar hasta la década de 1980 para ser subsanado. Fue incorporado en la mayoría de los submarinos nucleares soviéticos.
En una primera fase en las que se alcanza  rumbo y la profundidad que necesita para crear la burbuja de gas que rodea toda la estructura y reduce la fricción con el agua, utiliza un motor de cohete de combustible sólido que, posteriormente, da paso a uno alimentado por un combustible con base de litio hidroreactivo. En ese momento el agua de mar entra por la punta del torpedo y le permite alcanzar su máximo de velocidad durante 15 km.
La potencia explosiva es el equivalente al de una explosión nuclear de 150 kilotones que asegura la destrucción de cualquier nave en un radio de 1 km del centro de la explosión. Esto hace que se compense la deficiencia de guiado que la burbuja creada por supercavitación produce.

## Diseño
Dado que su tecnología es un secreto celosamente guardado, no se conocen con seguridad los detalles de su funcionamiento, así como también se especula con sus características reales. Aunque se comenzó su desarrollo en la década de los sesenta, no sería hasta 1977 cuando el torpedo alcanza capacidad operativa, y no se desplegaría hasta 1990. El mundo no sabría de su existencia hasta 1995 cuando el Shkvall se dio a conocer en la feria armamentística de Abu Dabi.
El torpedo Shkvall es curioso por su funcionamiento, más parecido a un misil que a un torpedo convencional. Su propulsión se basa en dos motores de cohete de combustible sólido, que le proporcionan el empuje, dándole así la velocidad suficiente como para lograr la supercavitación. Así mismo, el Skvall redirige parte de los gases generados con la combustión a la proa donde diversas salidas aumentan el volumen de gas que rodea el torpedo, sumándose al generado por la punta especialmente diseñada para provocar el fenómeno de supercavitación  La suma de los gases envuelve la totalidad del torpedo, que en la práctica no se mueve en el agua sino en una burbuja de gas, eliminando así la fricción del agua, permitiendo alcanzar velocidades de una magnitud superior a los sistemas de propulsión más convencionales. Se sabe con certeza que alcanza los 200 nudos, pero se especula que en versiones más recientes puede alcanzar incluso los 300.